# Стрельбицький Іван Опанасович
Стрельби́цький Іва́н Опана́сович (18 (30) червня 1828, село Голінка Полтавської губернії, нині Роменський район Сумської області — 15 (28) липня 1900 Голінка Полтавської губернії) — український та російський геодезист, картограф, генерал від інфантерії.

## Родовід
Українське прізвище «Стрельбицький» походить із села Стрільбичі Львівської області. Вперше воно згадане в 1243 році, ще за князівських часів Галицько-Волинської держави (королівства Русь). Данило з Кульчиць, ловчий у руського князя Лева (Льва Даниловича Галицького).
Щодо родини самого Івана Опанасовича, то вона мала глибокі козацькі корені. Дід Стефан Васильович був військовим товаришом в Гетьманщині, Прадід по батьковій лінії Василь Нечипорович був лохвицьким писарем. Родина матері — Гамалії, належала до однієї з найвідоміших козацьких династій.

## Навчання та служба
Рано залишившись без батька, 1838 року був відправлений на навчання до Києва. Перші свої професійні навички Іван Стрельбицький здобув у 1849 року в київській школі землемірів, що діяла при університеті святого Володимира. Того ж року свої початкові знання він почав поглиблювати у Москві в Межовому корпусі.
Згодом перейшов до санкт-петербурзького гренадерського ІІІ полку, названого на честь короля Фрідріха Вільгельма. Незадовго після приходу до цього полку, у 1853-1854 роках перебував на зйомках Тамбовської губернії. У 1854 став поручиком в гренадерському полку. У його складі в 1855-1856 роках брав участь у обороні Севастополя.
Водночас 1852 році Стрельбицький дістав військовий чин прапорщика і звання межового топографа. Через сім років, у 1857 році Іван Опанасович у тій же Москві закінчив Миколаївську академію Генерального штабу й 12 січня 1861 отримав скерування на роботу до військово-топографічного відділу Генштабу Російської імперії.
У 1862-1863 роках Іван Стрельбицький перебував на службі квартирмейстера. Наступні два роки він керував ротою, а після того був старшим ад'ютантом 29 піхотної дивізії. У 1864 році за вдалу роботу Стрельбицького призначено працівником з особливо важливих доручень і вчених занять головного управління Генштабу та надано звання капітана.
З 1865 року Іван Опанасович служив у Військово-топографічному управлінні Генштабу, займався укладанням спеціальної карти європейської Росії. З 1877 року Стрільбицький був редактором мап. Брав участь в укладанні «Нового атласу усіх частин світу», що вийшов 1868 року.
Наступного 1869 року 40-річний Стрельбицький став членом престижного Російського географічного товариства. У ті часи його очолював брат імператора, великий князь Костянтин Миколайович, а віце-президентом був дослідник Арктики Федір Літке. Географічне товариство згодом відзначило роботу Стрельбицького найвищою своєю нагородою — Костянтинівською медаллю. А ще через рік, у 1890-у Іван Опанасович ввійшов і до Російського астрономічного товариства.
До 50-річчя своєї військово-топографічної служби, а також за «Спеціальну карту Європейської Росії», Стрельбицький отримав пожиттєву пенсію. У 1875 році за цю ж працю картографа відзначено медаллю Міжнародного географічного конгресу, що проходив тоді у Парижі.
Згодом, після виходу франкомовної праці «Поверхня Європи», генерал-лайтенант Іван Стрельбицький у 1883 році був обраний Лондонським конгресом у дійсні члени Міжнародного статистичного інституту, оскільки у XIX сторіччі вчені поєднували географію й статистику.
Звільнений з військової служби у 1899 році, тоді ж отримав найвище у імперії військове звання — генерал від інфантерії.

## Мапи

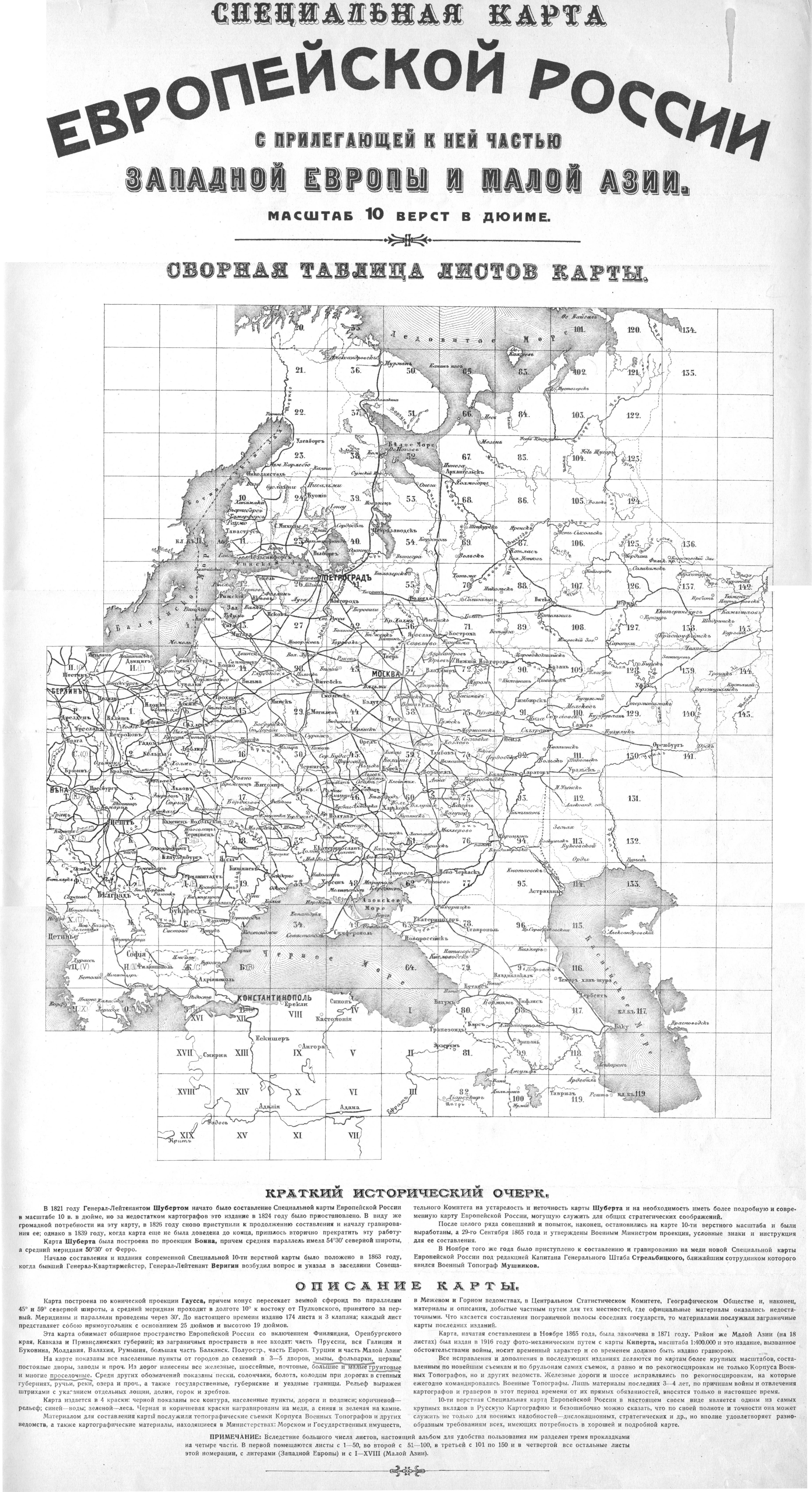
Збірний лист «Спеціальної карти Європейської Росії із прилеглою до неї частиною Західної Європи та Малої Азії» (карта Стрельбицького)

У 1865 році як офіцер Генштабу Стрельбицький взявся за редагування «Спеціальної карти Європейської Росії», а водночас і очолив роботу над нею. Над картою Іван Опанасович працював протягом шести років. У підсумку вона зайняла 152 паперові аркуші й була завершена 1871-го. Щодо масштабу карти, то він становив 10 верст на 1 дюйм (в 1 см входить 4,2 км).
Ця мапа охоплювала не саму лиш Російську імперію, а більшу половину Німеччини, Австрійську імперію, Балкани та Малу Азію. Карта була складена дуже професійно насамперед з причини її універсальності, адже відповідала потребам не лише військового, але й багатьох інших відомств.
Також цією працею Стрельбицький спростував стереотип європейців, нібито в Російській імперії картографія суттєво відстає від світового розвитку. Після виходу «Спеціальної карти Європейської Росії» думка європейських картографів про колег з Російської імперії кардинально поліпшилась, і саме Росії Міжнародним статистичним конгресом у Гаазі було доручено провести обчислення площі країн Європи.
Іншою важливою працею Івана Стрельбицького стало "Обчислення поверхні Російської імперії в загальному її складі у часи царювання Олександра ІІ, яка вийшла у 1874 році. Ця величенна праця вперше дала точне уявлення про цілісні володіння імперії, а також в розрізі губерній та повітів з окремим обрахунком островів та озер.
Серед інших праць Івана Опанасовича — «Володіння турків на материку з 1700 по 1879 рік» (1879) з 15 мапами, таблицею й додатками дипломатичних актів; «Земельні придбання Росії з 1855 до 1882 року» (1893) з трьома картами, присвячене 25-річчю імператорства Миколи ІІ; «Карта Європейської Росії, складена на підставі положення про звільнення селян від кріпацької залежності 19 лютого 1861 року», видана після особливого дозволу від Державної ради, аби дати наочне пояснення щодо найбільших та найменших земельних наділів по всій імперії; «Вичислення поверхні Російської імперії ву часи царювання імператора Олександра ІІІ».
України стосувалася праця Стрельбицького «Мапа Донецького кам'яновугільного кряжу» на 2 аркушах з детальними описами. Мапа складалася на підставі точних досліджень та зйомок, якими займалися гірські інженери брати Носови. Праця вперше познайомила Російську імперію з багатствами кряжу й спричинила розвиток видобування кам'ного вугілля й будівництва нових залізничних шляхів.
А вершиною картографічної майстерності Стрельбицького для всього світу стала праця французькою мовою «Поверхня Європи» (фр. Superficie de l'Europe), що вийшла 1882 року. Це перша цілісна праця, у якій за зонами і річковими басейнами вичислена поверхня європейського материка за його країнами та провінціями. Також у праці окремо виділена довжина річок та берегів. Метод обрахунку Стрільбицького настільки сподобався європейцям, що від того часу його «взяли на озброєння» іноземні державні установи.